# Kenan Yıldız
Kenan Yıldız, né le 4 mai 2005 à Ratisbonne en Allemagne, est un footballeur international turc qui évolue au poste de milieu offensif ou d'ailier à la Juventus FC.

## Biographie

### En club
Né à Ratisbonne en Allemagne, Kenan Yıldız commence le football dans deux clubs de sa ville natale, le Sallern Regensburg puis au SSV Jahn Ratisbonne avant d'être repéré par le Bayern Munich qu'il rejoint en 2012 à l'âge de sept ans et où il poursuit sa formation.
Il quitte le club à l'été 2023 en fin de contrat, étant alors agent libre il peut décider seul de sa prochaine destination alors que plusieurs clubs européens le courtisent. Il rejoint finalement la Juventus FC, s'engageant avec le club italien le 12 juillet 2022,.
Il joue son premier match avec l'équipe première de la Juventus le 20 août 2023, lors d'un match de Serie A contre l'Udinese Calcio. Il entre en jeu et son équipe l'emporte par quatre buts à zéro. Sept jours plus tard il prolonge son contrat avec la Juventus jusqu'en juin 2027.
Le 17 septembre suivant, il a inscrit le premier but d'un match à domicile de Ligue des champions de l'UEFA contre le PSV Eindhoven avec une frappe enroulée; c'était le tout premier but marqué lors de la phase de groupes de la compétition, et cela a fait de lui le plus jeune buteur de l'équipe en Ligue des Champions, dépassant la légende du club Alessandro Del Piero,.

### En sélection
Né en Allemagne d'un père turc et d'une mère allemande, Kenan Yıldız possède les deux passeports et est ainsi éligible pour représenter les deux nations en sélection. Il choisit très tôt la Turquie, étant membre de la sélection des moins de 17 ans entre 2020 et 2022, avec laquelle il marque trois buts en dix matchs.
Kenan Yıldız honore sa première sélection avec l'équipe nationale de Turquie le 12 octobre 2023 contre la Croatie. Il entre en jeu et son équipe s'impose (0-1 score final).
Le 18 novembre 2023, Yıldız connait sa première titularisation en équipe nationale, à l'occasion d'un match amical contre l'Allemagne et se fait remarquer à cette occasion en inscrivant son premier but en sélection, pour sa deuxième apparition seulement. Il participe ainsi à la victoire des siens par trois buts à deux,.
Le 7 juin 2024, il figure dans la liste définitive des 26 joueurs sélectionnés par Vincenzo Montella pour disputer  l'Euro 2024.

### Style de jeu
Kenan Yıldız est un milieu offensif longiligne (1,85 m (6′ 1″)) de type "numéro 10" ou de second-attaquant, capable également de jouer à tous les postes de l'attaque, aussi bien sur les ailes qu'en pointe. À l'aise des deux pieds, il se distingue par sa technique et sa frappe de balle,.

## Statistiques détaillées
| Saison                | Club                  | Championnat           | Championnat | Championnat | Championnat | Coupe(s) nationale(s) | Coupe(s) nationale(s) | Coupe(s) nationale(s) | Supercoupe | Supercoupe | Supercoupe | Compétition(s) continentale(s) | Compétition(s) continentale(s) | Compétition(s) continentale(s) | Compétition(s) continentale(s) | Coupe du monde des clubs | Coupe du monde des clubs | Coupe du monde des clubs | Turquie | Turquie | Turquie | Total | Total | Total |
| Saison                | Club                  | Division              | M.          | B.          | P.d.        | M.                    | B.                    | P.d.                  | M.         | B.         | P.d.       | Comp.                          | M.                             | B.                             | P.d.                           | M.                       | B.                       | P.d.                     | M.      | B.      | P.d.    | M.    | B.    | P.d.  |
| 2022-2023             | Juventus FC rés.      | Serie C               | 7           | 0           | 0           | 1                     | 0                     | 0                     | -          | -          | -          | -                              | -                              | -                              | -                              | -                        | -                        | -                        | -       | -       | -       | 8     | 0     | 0     |
| 2023-2024             | Juventus FC rés.      | Serie C               | 7           | 2           | 1           | 0                     | 0                     | 0                     | -          | -          | -          | -                              | -                              | -                              | -                              | -                        | -                        | -                        | -       | -       | -       | 7     | 2     | 1     |
| Sous-total            | Sous-total            | Sous-total            | 14          | 2           | 1           | 1                     | 0                     | 0                     | 0          | 0          | 0          | -                              | 0                              | 0                              | 0                              | 0                        | 0                        | 0                        | 0       | 0       | 0       | 15    | 2     | 1     |
| 2023-2024             | Juventus              | Serie A               | 27          | 2           | 0           | 5                     | 2                     | 0                     | -          | -          | -          | -                              | -                              | -                              | -                              | -                        | -                        | -                        | 12      | 1       | 1       | 44    | 5     | 1     |
| 2024-2025             | Juventus              | Serie A               | 35          | 7           | 4           | 2                     | 0                     | 1                     | 1          | 1          | 0          | C1                             | 10                             | 1                              | 1                              | 4                        | 3                        | 1                        | 9       | 1       | 2       | 61    | 13    | 9     |
| Sous-total            | Sous-total            | Sous-total            | 62          | 9           | 4           | 7                     | 2                     | 1                     | 1          | 1          | 0          | -                              | 10                             | 1                              | 1                              | 4                        | 3                        | 1                        | 21      | 2       | 3       | 105   | 18    | 10    |
| Total sur la carrière | Total sur la carrière | Total sur la carrière | 76          | 11          | 5           | 8                     | 2                     | 1                     | 1          | 1          | 0          | -                              | 10                             | 1                              | 1                              | 4                        | 3                        | 1                        | 21      | 2       | 3       | 120   | 20    | 11    |